# Oklahoma Land Run (1889)

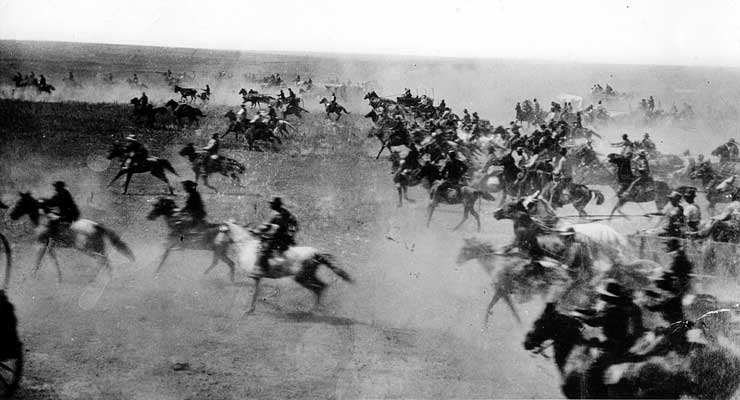
Oklahoma Land Run (zeitgenössische Fotografie, 1889)

Der Oklahoma Land Run von 1889, bisweilen auch als Oklahoma Land Rush bezeichnet (frei übersetzt aus dem Englischen Oklahoma-Land-Wettlauf oder auch Oklahoma-Land-Rennen), führte am 22. April 1889 zur Besiedlung der Unassigned Lands in der Westhälfte des letzten Indianer-Territoriums (Indianerschutzgebiets) der USA im Gebiet des heutigen US-Bundesstaates Oklahoma durch angloamerikanische Siedler. Er war der erste und bekannteste einer Serie von Land runs Ende des 19. Jahrhunderts (siehe Oklahoma Land Run), und führte dazu, dass der Westen des Indianerterritoriums zum Oklahoma-Territorium wurde.
Relativ schnell wurde dabei die spätere Hauptstadt des Bundesstaates, Oklahoma City, errichtet, auch andere Städte in dieser Region wie Guthrie (die spätere provisorische Hauptstadt des Territoriums) oder Kingfisher entstanden als Zeltstädte.

## Historischer Kontext
Der größte Teil des übrig gebliebenen Indianerterritoriums in der Region von Oklahoma war bis dahin vorwiegend Stammesgebiet der Fünf zivilisierten Nationen, der Indianervölker der Cherokee, Chickasaw, Choctaw, Muskogee und Seminolen. Diese Stämme waren bis 1838/39 beim Pfad der Tränen (engl. Trail of tears) gewaltsam aus ihrer angestammten Heimat (von verschiedenen östlicher gelegenen US-Bundesstaaten) in das als unwirtlich geltende Oklahoma-Territorium zwangsumgesiedelt worden, wo sie das Land mit ansässigen Stämmen teilen mussten.
Noch 1880 war von der US-Regierung die Besiedlung des Gebiets durch europäische Kolonisten verboten worden. Dennoch kam es immer wieder zu Grenzüberschreitungen durch Siedler, denen die Behörden keine nennenswerten Konsequenzen entgegensetzten. Um weitere Besiedlungen zu legalisieren, kam es ab 1885 zu Verhandlungen mit den Muskogee und Seminolen, die letztlich 1889 zur Freigabe von etwa 2 Millionen Acre (≈ 8.094 km²) Land führten.

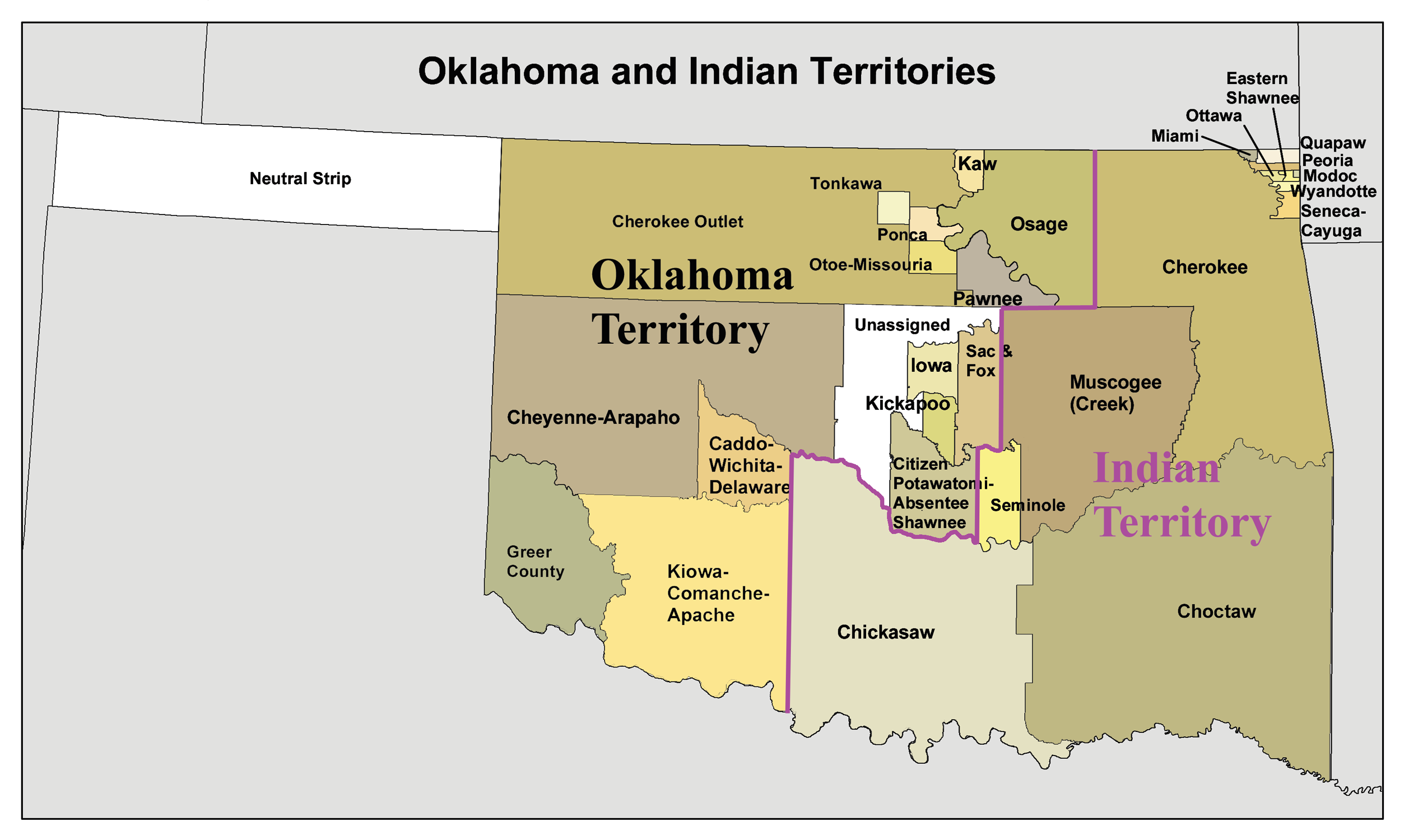
Die Indianergebiete im heutigen Oklahoma und die Formierung des Oklahoma-Territoriums nach dem Land Run

Der Oklahoma Land Run war die Folge der dementsprechend erfolgten Unterzeichnung einer Proklamation von US-Präsident Benjamin Harrison am 23. März 1889 (kaum drei Wochen nach seiner Amtseinsetzung), der zufolge der Besiedlung eines Teils der Indianerterritorien für nicht-indigene Siedler stattgegeben wurde. Diese Erklärung trat einen Monat später, am 22. April in Kraft. Schon in den Tagen zuvor hatten einige Kolonisten illegal die Grenze zum Cherokee Outlet (ein westlicher Zipfel des Gebietes der Cherokee) übertreten, und heimlich Landparzellen (engl. claims) für sich abgesteckt. Nach diesen „Soonern“, den frühen Landnehmern (von engl. soon ‚früh‘), erhielt der spätere US-Bundesstaat Oklahoma, gelegen im südlichsten Teil des Mittleren Westen der USA, seinen Beinamen The Sooner State.
Am Vormittag des 22. April versammelten sich Tausende der neuen Siedler an der Grenze zum Cherokee-Outlet. Nach dem Startschuss um 12 Uhr Mittags begann das Wettrennen dieser Kolonisten um ein möglichst gutes Stück Land in diesem Gebiet.
Nach diesem kam es zu weiteren Land runs, der größte war der Land Run von 1893, mit dem der Cherokee Outlet geöffnet wurde. 1890 wurde Oklahoma als US-Territorium organisiert, und bis 1906 kam es zu einer beständigen Ausweitung des Siedlungsgebiets, bevor Oklahoma gemeinsam mit dem verbliebenen Indianerterritorium am 16. November 1907 als 46. Bundesstaat der Union der Vereinigten Staaten beitrat.

## Trivia
Im Album Auf nach Oklahoma der Comicserie Lucky Luke werden die Oklahoma Land Runs thematisiert, es geht allerdings frei mit den historischen Fakten um und bezieht sich auf keinen bestimmten.
Das Finale des Filmes  In einen fernen Land mit Tom Cruise und Nicole Kidman spielt während des Oklahoma Land Run.